# 藤原信隆
藤原 信隆（ふじわら の のぶたか）は、平安時代後期の公卿。藤原北家道隆流、右京大夫藤原信輔の子。後鳥羽天皇の外祖父。従三位・修理大夫。贈従一位・左大臣。七条修理大夫と号す。坊門家の祖であり、坊門 信隆とも記される。

## 経歴
後白河上皇の近臣である一方、平清盛の娘を妻とした関係で、親平家派の廷臣としても活動する。応保元年（1161年）には、平教盛、平時忠らとともに二条天皇を廃して憲仁親王（後の高倉天皇・生母は時忠の妹滋子）を擁立する陰謀に加わったかどで、因幡守、右馬頭を解官される憂き目に逢っている。
赦免されて後は平氏政権の興隆とともに栄達し、仁安3年（1168年）に従三位に進んだ。娘の殖子は高倉天皇の寵愛を受け、守貞親王・尊成親王の2皇子の生母となった。治承3年（1179年）、54歳にして薨去。寿永2年（1183年）、尊成親王が後鳥羽天皇として践祚した後、その外祖父として従一位・左大臣を追贈されている。

## 系譜
- 父：藤原信輔
- 母：橘家光の娘
- 妻：藤原休子 - 藤原（持明院）通基の娘、贈正一位
  - 男子：坊門信清（1159年 - 1216年）
  - 女子：藤原殖子（七条院）（1157年 - 1228年）
- 妻：平清盛の娘
  - 男子：坊門隆清（1168年 - 1214年）
- 妻：家女房
  - 男子：藤原信定（1145年 - 1226年）
- 妻：家女房
  - 男子：藤原親輔（1164年 - 1225年）
- 生母不明
  - 男子：藤原長経
  - 男子：隆毫（または隆亮）
  - 女子：藤原信子（帥典侍）